# Guillaume Depardieu
Guillaume Jean Maxime Antoine Depardieu (ur. 7 kwietnia 1971 w Bougival, zm. 13 października 2008 w Garches) – francuski aktor filmowy i telewizyjny.

## Życiorys

### Wczesne lata
Był starszym dzieckiem i jedynym synem aktora Gérarda Xaviera Marcela Depardieu i aktorki Elisabeth Guignot. Miał młodszą siostrę Julie (ur. 1973). Ze związku ojca z Karine Syllą miał przyrodnią siostrę Roxanne (ur. 1992). W 1996, kiedy miał 25 lat, jego rodzice się rozwiedli.
Jako nastolatek pił, rozrabiał i brał narkotyki, a kiedy miał 15 lat, to po raz pierwszy trafił do aresztu. W młodości otwarcie przyznawał, że nienawidzi swojego ojca, choć to jemu zawdzięcza swoją aktorską karierę.

### Kariera
Po raz pierwszy pojawił się na ekranie w wieku trzech lat w filmie Nie taki zły (Pas si méchant que ça, 1974). Zagrał rolę młodego Marina Marais’go u boku ojca w biograficznym dramacie muzycznym Wszystkie poranki świata (Tous les matins du monde, 1991) i zdobył nominację do nagrody Césara za najbardziej obiecujący debiut. Kolejną nominację w tej samej kategorii otrzymał za postać zagubionego chłopaka, którego przygarnia pod swoje skrzydła zawodowy morderca w średnim wieku i zaczyna trenować w sztuce zabijania w komedii kryminalnej Czuły cel (Cible émouvante, 1993).
W 1994 wystąpił na scenie Théâtre de l’Atelier w przedstawieniu Harolda Pintera Powrót do domu. Za wykreowanie postaci Freda W czarnej komedii Uczniowie (Les Apprentis, 1995) został uhonorowany nagrodą Césara dla najlepiej zapowiadającego się aktora. Na planie filmu próbował popełnić samobójstwo, skacząc z trzeciego piętra jednego z budynków. W 1996 w Paryżu odebrał nagrodę im. Jeana Gabina. Nieco później wystąpił już z protezą w komedii kryminalnej Kłamczucha (...Comme elle respire, 1998) jako niefortunny porywacz, który udaje wielbiciela starszej pani. Za rolę młodego pisarza Pierre’a, który pragnie zdemaskować wielkie kłamstwa, w melodramacie Pola X (1999) otrzymał nagrodę na festiwalu filmowym w Gijón. Wystąpił w teledysku do piosenki „Manu Chao” (2003) zespołu Les Wampas.

## Życie prywatne
W 1995, po wypadku motocyklowym, przeszedł 17 operacji. W szpitalu uległ zakażeniu szpitalnemu gronkowcem, co doprowadziło do amputacją nogi w czerwcu 2003.
Wypadek, rehabilitacja i załamanie, jakie przeszedł po amputacji, zmieniły jego życie. Komponował muzykę (podczas rehabilitacji odkrył, że to jego powołanie), ale również czynnie działał w założonym przez siebie stowarzyszeniu pacjentów poszkodowanych przez lekarzy. 30 grudnia 1999 ożenił się z Elise Ventre, z którą miał córkę Louise (ur. 2001).
W 2003 wdał się w awanturę, podczas której zaczął strzelać na ulicy. Nikogo nie zranił, ale został skazany na dziewięć miesięcy więzienia za napaść i nielegalne posiadanie broni, jednak po nocy spędzonej w areszcie wyszedł za kaucją (5 tys. euro).
Zmarł 13 października 2008 w wieku 37 lat w szpitalu w Garches na przedmieściach Paryża. Przyczyną śmierci było zapalenie płuc, którego nabawił się w Rumunii podczas kręcenia dreszczowca Dzieciństwo Ikara (L’Enfance d’Icare).

## Filmografia

### Filmy fabularne
- 1974: Nie taki zły (Pas si méchant que ça) – statysta
- 1986: Jean de Florette – statysta
- 1990: Cyrano de Bergerac – statysta
- 1991: Wszystkie poranki świata (Tous les matins du monde) jako młody Marin Marais
- 1993: Czuły cel (Cible émouvante) jako Antoine
- 1994: Historia Chłopca, który pragnął być całowany (L'Histoire du garçon qui voulait qu'on l'embrasse) jako chłopiec Pinball
- 1995: Praktykanci (Les Apprentis) jako Fred
- 1996: Miłość jeszcze raz (L'@mour est à réinventer, dix histoires d'amours au temps du sida)
- 1996: Ricky (TV) jako Ricky
- 1997: Sans titre
- 1997: Alliance cherche doigt jako André Lechat
- 1997: Marta (Marthe ou La promesse du jour) jako Simon
- 1998: Kłamczucha (...Comme elle respire) jako Antoine
- 1999: Pola X jako Pierre
- 2000: Elle et lui au 14ème étage jako Arthur
- 2000: Le Détour (TV) jako Stéphane
- 2000: Les Marchands de sable jako Stéphane
- 2001: Zaïde, un petit air de vengeance (TV) jako Simon
- 2001: Amor, curiosidad, prozak y dudas jako Willy
- 2001: Akwarium (L'Aquarium)
- 2002: Kochaj ojca (Aime ton père) jako Paul
- 2002: Peau d'ange jako Grégoire
- 2002: Comme un avion jako Pierre Sako
- 2003: Aptekarz (Le Pharmacien de garde) jako François Barrier
- 2003: Les Clefs de bagnole jako komediant
- 2004: Milady (TV) jako Atos
- 2004: Proces (Process) jako Le mari
- 2006: Célibataires jako Ben
- 2007: Les jours fragiles jako Arthur Rimbaud
- 2007: Nie dotykać siekiery (Ne touchez pas la hache) jako Armand de Montriveau
- 2007: Les yeux bandés jako Martin
- 2007: Strach(y) w ciemności (Peur(s) du noir) jako Eric (głos)
- 2008: Château en Suède (TV) jako Sébastien
- 2008: Stella jako Alain Bernard
- 2008: Wersal (Versailles) jako Damien
- 2008: O wojnie (De la guerre) jako Charles
- 2009: Dzieciństwo Ikara (L’Enfance d'Icare ) jako Jonathan Vogel
- 2009: Au voleur jako Bruno

### Seriale TV
- 1990: Le Lyonnais jako Velvet
- 1998: Hrabia Monte Christo (Le Comte de Monte Cristo) jako młody Edmond Dantes
- 2000: Nędznicy (Les Misérables) jako młody Jean Valjean
- 2001: Caméra Café,  jako Simon, były więzień reintegracji
- 2002: Napoleon (Napoléon) jako Muiron
- 2005: Królowie przeklęci (Les Rois maudits) jako Ludwik X

## Nagrody
| Rok  | Nagroda                                 | Kategoria                    | Film                              |
| ---- | --------------------------------------- | ---------------------------- | --------------------------------- |
| 1996 | Cezar                                   | Najbardziej obiecujący aktor | Praktykanci (Les apprentis, 1995) |
| 1996 | Prix Jean Gabin                         | –                            | –                                 |
| 1999 | Międzynarodowy Festiwal Filmowy w Gijón | Najlepszy aktor              | Pola X (1999)                     |